# Semiotus staudingeri
Semiotus staudingeri là một loài bọ cánh cứng trong họ Elateridae. Loài này được Pjatakowa miêu tả khoa học năm 1941.